# Stanislav Ricci
Stanislav Ricci (Meždurečensk, 22 novembre 1983) è un atleta paralimpico italiano, specializzato nel lancio del giavellotto (categoria F63).

## Biografia
Nasce il 22 novembre del 1983 a Meždurečensk in Russia (ex Unione Sovietica), da piccolo pratica lo sci alpino con discreti risultati. Nel 1994 insieme alla propria famiglia si trasferisce in Italia, esattamente a Viterbo. Dopo aver finito gli studi, costretto all'obbligo di leva, decide di arruolarsi nell'Esercito Italiano come volontario. Nel 2003 si trasferisce a Bologna prestando servizio al 2º Rgt "Orione" AVES. Si congeda nel 2006. Dal 2006 al 2016 lavora nel campo del Fitness&Wellness.
Il 15 giugno del 2016, mentre rientra dal lavoro in sella della propria moto un camion non rispetta il codice della strada tagliando la strada senza dare precedenza. Nonostante Stanislav si alzi in piedi dopo l'impatto, soccorso da passanti e commercianti locali viene trasportato d'urgenza al Pronto Soccorso dell'Ospedale Maggiore di Bologna con il Codice Rosso. La situazione appare estremamente grave sin da subito: fratture multiple da schiacciamento alla gamba destra, una grave doppia frattura all'osso frontale ed un enorme ematoma. Seguono 8 giorni di coma farmacologico, due interventi chirurgici di 16 e 10 ore, dove i medici provano a salvare l'arto. Tutti gli interventi risultano inutili, l'amputazione risulta inevitabile (sotto il ginocchio). Inizia una lunga degenza dove i medici cercano di salvare il ginocchio destro, ma dopo 24 giorni della dolorosa VAC Therapy, una setticemia costringe l'equipe medica ad un altro intervento chirurgico con il conseguente amputazione del ginocchio. Dopo 9 giorni, il paziente viene dimesso.

## Progressione

### Lancio del giavellotto F63
| Stagione | Misura  | Luogo       | Data      |
| -------- | ------- | ----------- | --------- |
| 2022     | 51,23 m | Jesolo      | 7-5-2022  |
| 2020     | 49,47 m | Castiglione | 25-7-2020 |
| 2019     | 47,00 m | Parigi      | 29-8-2019 |
| 2018     | 36,04 m | Noale       | 5-9-2018  |

## Campionati nazionali
- 4 volte campione nazionale paralimpico assoluto del lancio del giavellotto F63 (2018, 2019, 2020, 2021)

2018
- Oro ai campionati italiani paralimpici assoluti (Nembro), lancio del giavellotto F63 - 33,91 m

2019
- Oro ai campionati italiani paralimpici assoluti (Jesolo), lancio del giavellotto F63 - 38,46 m

2020
- Oro ai campionati italiani paralimpici assoluti (Jesolo), lancio del giavellotto F63 - 44,63 m

2021
- Oro ai campionati italiani paralimpici assoluti (Concesio), lancio del giavellotto F63 - 47,49 m